# Indra Nooyi
Indra Nooyi (Chenai, 28 de Outubro de 1955) é uma empresária norte-americana nascida na Índia. É a atual chairman e diretora executiva da PepsiCo. Em 2012, a revista Forbes colocou-a no lugar número 12, na lista de Mulheres Mais Poderosas.